# Lucius Papa
Lucius Papa (* 1566 in Samedan; † 1632 ebenda) war ein Schweizer reformierter Geistlicher und Bibelübersetzer.

## Leben
Lucius Papa wurde 1566 in Semedan im Kanton Graubünden geboren. 1579 und 1580 besuchte er eine Schule in Zürich. 1586 wurde er in Davos in die evangelisch-rätische Synode aufgenommen, womit er im Freistaat der Drei Bünde als Pfarrer tätig sein durfte. Im nächsten Jahr übernahm er die Pfarrstelle in Tschlin. Ein Jahr später bereits wechselte er nach Samedan, wo er neben dem Pfarrposten auch als Notar tätig war. 1605 übernahm er nebenbei noch Filisur, wo er 18 Jahre lang blieb. Daneben war er 1609 Pfarrer in Bivio. Die Pfarr- und Notartätigkeit in seinem Heimatort übte er bis zu seinem Tode 1632 aus. Die Bedeutung Papas liegt vor allem im Bereich der rätoromanischen Literatur, vor allem bei den Bibelübersetzungen.

## Werke
- La sabgienscha da Jesu, filg da Sirach (Poschiavo 1613)
- Assertio ex sacra scriptura (Poschiavo 1611)
- Assertio ex sacra scriptura et ecclesiasticis patribus sumpta, vere Catholicae Evangelicae & christianae doctrinae, de officio Christi Mediatoris (Poschiavo 1611)